# Seebenstein
Seebenstein osztrák község Alsó-Ausztria Neunkircheni járásában. 2019 januárjában 1450 lakosa volt. 

## Elhelyezkedése

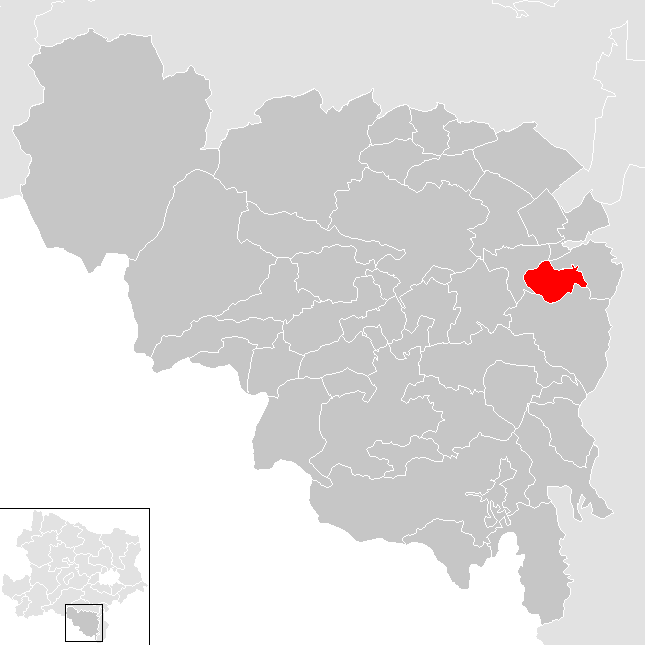
Seebenstein a Neunkircheni járásban

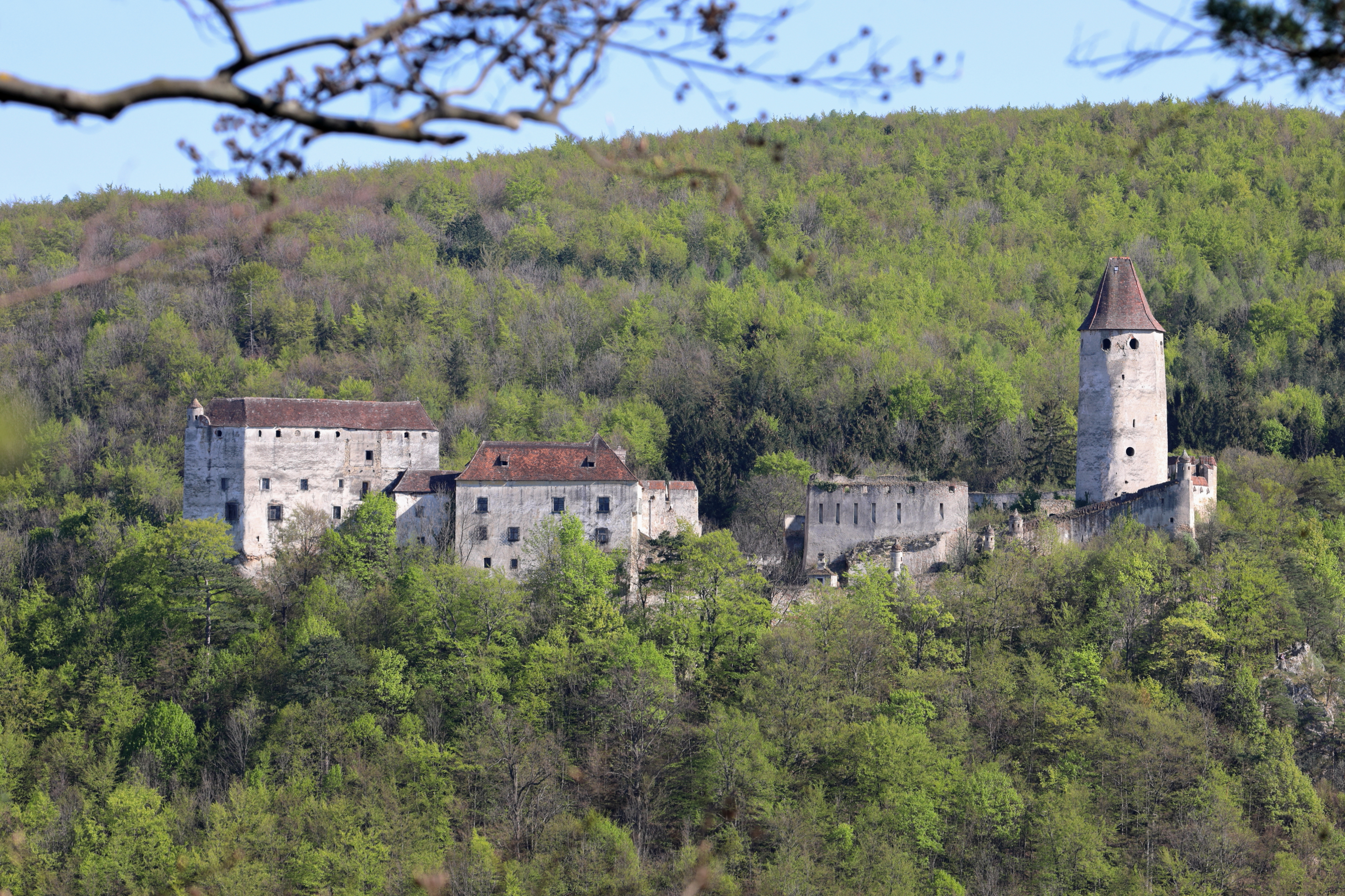
A seebensteini vár

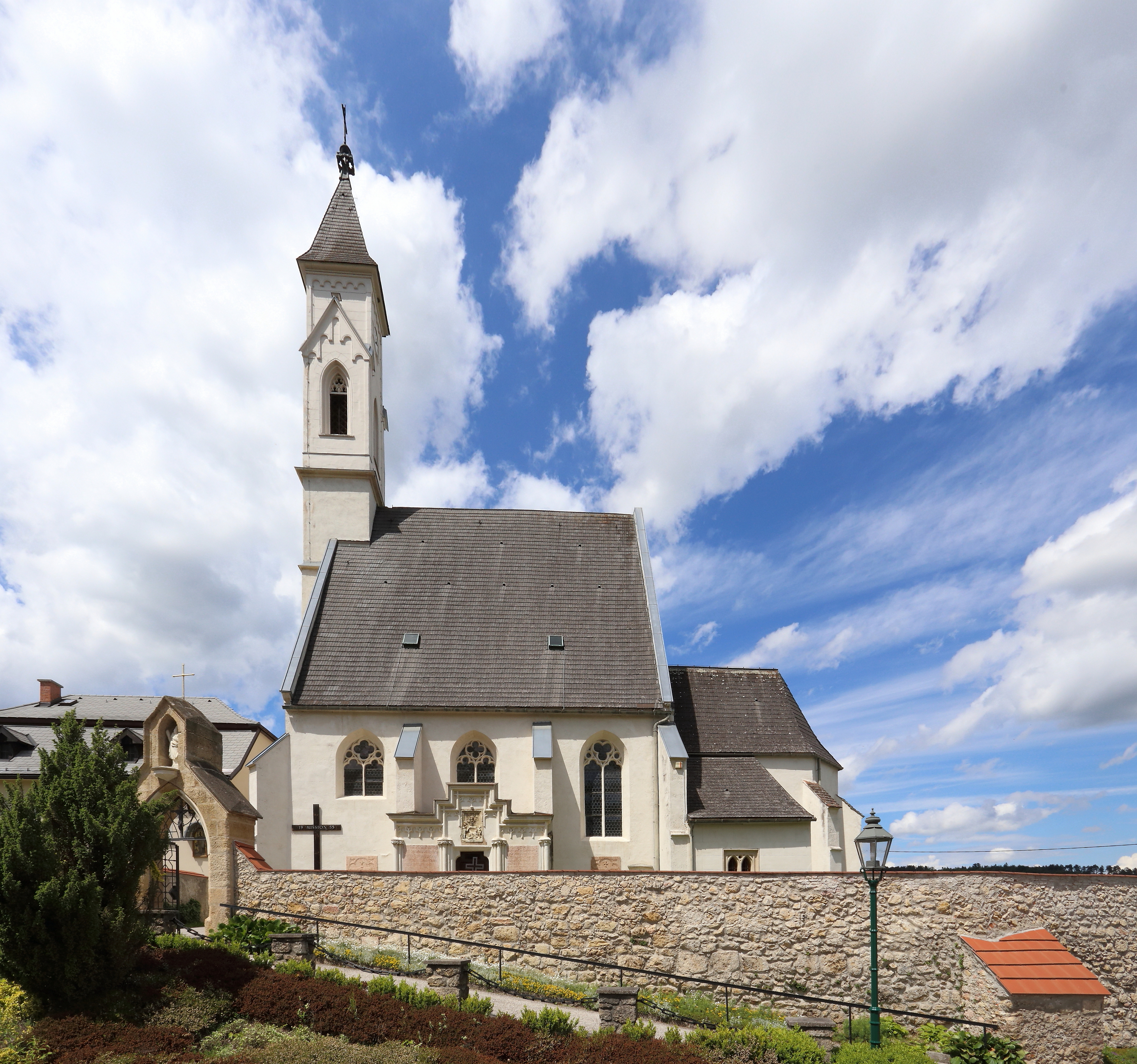
A Szt. András-plébániatemplom

Seebenstein Alsó-Ausztria Industrieviertel régiójában fekszik a Bucklige Welt dombságán, a Pitten folyó mentén. Területének 62,2%-a erdő. Itt található a Seebenstein-Türkensturz természetvédelmi terület. Az önkormányzat 3 településrészt, illetve falut egyesít: Schiltern (488 lakos 2019-ben), Seebenstein (960 lakos) és Sollgraben (2 lakos).  
A környező önkormányzatok: északkeletre Schwarzau am Steinfeld, keletre Pitten, délre Scheiblingkirchen-Thernberg, északnyugatra Natschbach-Loipersbach. 

## Története
Seebenstein várát 1092-ben említik először. A falu Szt. Andrásnak szentelt temploma 1290-ben jelenik meg először az írott forrásokban. A 16. században a várat jelentősen kibővítették és 1683-ban a Bécset ostromló törökök sikertelenül próbálták bevenni. A 19. század elején a várat a Liechtensteinek vásárolták meg. 1849-1853 között a templomot Franziska de Paula von Liechtenstein hercegnő támogatásával neogótikus stílusban teljesen átépítették. 1920-ban Seebensteinben halt meg Braganza Mihály herceg, portugál trónkövetelő. 1972-ben Seebensteinben volt az epicentruma annak az 5,3 magnitúdójú földrengésnek, amely Bécsben is érezhető volt. 1982-ben megalapították a Seebenstein-Türkensturz természetvédelmi területet.

## Lakosság
A seebensteini önkormányzat területén 2019 januárjában 1450 fő élt. A lakosságszám 1981 óta gyarapodó tendenciát mutat. 2017-ben a helybeliek 95,2%-a volt osztrák állampolgár; a külföldiek közül 1,8% a régi (2004 előtti), 1,8% az új EU-tagállamokból érkezett. 0,2% a volt Jugoszlávia (Szlovénia és Horvátország nélkül) vagy Törökország, 1% egyéb országok polgára volt. 2001-ben a lakosok 84,4%-a római katolikusnak, 3,8% evangélikusnak, 9,4% pedig felekezeten kívülinek vallotta magát. Ugyanekkor 12 magyar élt a községben. 
A lakosság számának változása:

| 2016 | 1 388 |
| 2018 | 1 401 |

## Látnivalók
- a seebensteini vár
- a Szt. András-plébániatemplom
- a Hermina-ház, amelyben a halleini ferences apácarend tart fent nevelőintézetet

## Fordítás
- Ez a szócikk részben vagy egészben  a   Seebenstein című német Wikipédia-szócikk ezen változatának fordításán alapul.  Az eredeti cikk szerkesztőit annak laptörténete sorolja fel. Ez a jelzés csupán a megfogalmazás eredetét és a szerzői jogokat jelzi, nem szolgál a cikkben szereplő információk forrásmegjelöléseként.